# Bernhard Grzimek
Bernhard Klemens Maria Hoffbauer Pius Grzimek (Neisse —actual Nysa—, 24 d'abril de 1909 – Frankfurt del Main, 13 de març de 1987) va ser un zoòleg, director de zoològic i conservacionista animal de nacionalitat alemanya.
Durant el període d'entreguerres va servir com a veterinari; posteriorment, va ser director del Zoològic de Frankfurt (1945-1974). Entre els seus projectes va estar la protecció del parc nacional Serengueti (Tanzània). Des de 1960 fins a la seva defunció, va editar la revista Das Tier, en col·laboració amb Konrad Lorenz i Heini Hediger. Va publicar algunes de les seves primeres obres sota el pseudònim de Clemens Hoffbauer.
Entre les seves obres cinematogràfiques destaquen El Serengueti no ha de morir (en alemany: Serengeti darf nicht sterben ; 1959), que va obtenir l'Óscar al millor documental llarg en la 32.ª lliurament dels premis de l'Acadèmia. El seu fill, Michael Grzimek —qui participava com a director de fotografia—, va morir durant el rodatge quan el Dornier Do 27 que pilotava va xocar amb un Voltor lleonat.
El canceller alemany Willy Brandt el va nomenar «defensor del medi ambient»; no obstant això, va dimitir en 1977, a manera de protesta contra les deficients mesures del govern per a la conservació de la naturalesa. La seva aparició en les memòries de Leni Riefenstahl ha portat a revisar la seva vida i obra.

## Obres

### Pel·lícules
- 1956. Kein Platz für wilde Tiere
- 1959. El Serengueti no deu morir (Serengeti darf nicht sterben)
- 1956-1980. Ein Platz für Tiere (sèrie televisiva)

### Llibres
En alemany
- 1941. Wir Tiere sind ja gar nicht so! Franckh'sche Verlagshandlung
- 1943. Wolf Dschingis: Neue Erlebnisse, Erkenntnisse und Versuche mit Tieren, Franckh'sche Verlagshandlung
- 1951. Affen im Haus und andere Tierberichte, Franckh'sche Verlagshandlung
- 1952. Flug ins Schimpansenland: Reise durch ein Stück Afrika von heute, Franckh'sche Verlagshandlung
- 1956. 20 Tiere und ein Mensch
- 1956. Thulo aus Frankfurt - Rund um die Giraffe, Franckh'sche Verlagshandlung
- 1959. Serengeti darf nicht sterben (über die Arbeit am Film)
- 1960. Kein Platz für wilde Tiere
- 1961. Unsere Brüder mit den Krallen
- 1963. Wir lebten mit den Baule. Flug ins Schimpansenland
- 1965. Wildes Tier, weißer Mann
- 1968. Grzimeks Tierleben, 16 vol.
- 1969. Grzimek unter Afrikas Tieren: Erlebnisse, Beobachtungen, Forschungsergebnisse
- 1974. Auf den Mensch gekommen: Erfahrungen mit Leuten
- 1974. Vom Grizzlybär zur Brillenschlange: Ein Naturschützer berichtet aus vier Erdteilen, Kindler
- 1974. Einsatz für Afrika: Neue Erlebnisse mit Wildtieren, Kindler
- 1974. Tiere, mein Leben: Erlebnisse und Forschungen aus fünf Jahrzehnten, Harnack
- 1975. Grzimek's Animal Life Encyclopedia, 13 vol., Van Nostrand Reinhold Company, Nueva York [traducción al inglés de su publicación de 1968]
- 1977. Und immer wieder Pferde. Kindler
- 1988. Grzimeks Enzyklopädie der Säugetiere, Kindler Verlag, Múnich.
- 1990. Grzimek's Encyclopedia of Mammals, 5 vol., McGraw-Hill, Nueva York, ISBN 0-07-909508-9 [traducción al inglés de la publicación de 1988]
- 2004. Grzimek's Animal Life Encyclopedia, 2nd. ed., 17 vol., Thomson-Gale, Detroit, ISBN 0-7876-5362-4 [revisión de la publicación de 1975]

En francès
- 1953. Éducation donis singes. Denoël, París
- 1960. La brousse sous mes ailes - Serengeti ne doit pas mourir. Li Livre Contemporain, París
- 1971-1975. FONTAINE Maurice i GRZIMEK Bernhard (editors). Le Monde animal en 13 volumes. Editions Stauffacher, Zuric
  - Tom I : Animaux inférieurs
  - Tom II : Insectes
  - Tom III : Mollusques & Echinodermes
  - Tom IV : Poissons 1
  - Tom V : Poissons 2 & Amphibiens
  - Tom VI : Rèptils
  - Toms VII, VIII i IX : Oiseaux 1, 2, 3
  - Toms X, XI, XII i XIII : Mammifères 1, 2, 3, 4.

En castellà
- 1957. El último paraíso de los animales salvajes  Labor, Bardelona
- 1961. Serengueti no debe morir: 367.000 animales salvajes buscan patria Noguer, Barcelona, México
- 1982. Wendt, Herbert i Bernhard Grzimek (prol.)El descubrimiento de los animales: De la leyenda del unicornio hasta la etología. Planeta, Barcelona[6]